# Chains (canção de Cookies)
Chains é uma canção composta por Gerry Goffin e Carole King, que na época eram marido e mulher. A canção fez pouco sucesso com Little Eva, the Cookies, e mais tarde foi regravada pelos Beatles.

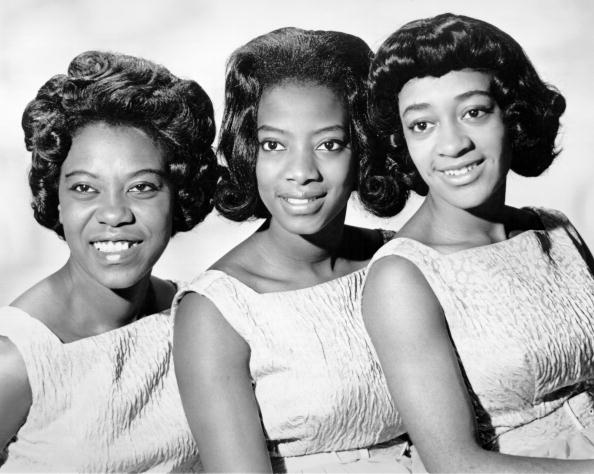
Grupo The Cookies em 1962

## A versão dos Beatles
"Chains" era uma das músicas preferidas dos grupos de Liverpool durante 1962, e foi incluída pelos Beatles em seus shows da época. os Beatles a gravaram em 11 de fevereiro de 1963 e a lançaram no primeiro álbum da banda, Please Please Me. Foi a primeira de duas canções do álbum em que George Harrison foi o vocalista principal.
Permaneceu no repertório ao vivo dos Beatles por apenas um curto período de tempo, e foi descartado quando montaram um conjunto superior de suas próprias canções. Eles gravaram, no entanto, para vários programas de rádio da BBC, incluindo Pop Go The Beatles, Side By Side e Here We Go.
Para o álbum Please Please Me, os Beatles gravaram quatro takes, com a primeira tentativa considerada a melhor.
John Lennon tocou a introdução de gaita e a música foi desbotada durante a sessão de edição do álbum em 25 de fevereiro.

### Créditos
- John Lennon – guitarra rítmica, harmônica, vocalização
- Paul McCartney – baixo, vocalização
- George Harrison – guitarra solo, vocal
- Ringo Starr – bateria